# Portunyol
Es denomina portunyol, portunhol, portanhol a la barreja dels idiomes portuguès i castellà. Es dona entre els parlants de les regions lingüístiques limítrofes entre el castellà i el portuguès.

## Portunyol americà
Es dona sobretot en les fronteres de Brasil amb Argentina, Colòmbia, Perú, Bolívia, Paraguai, Veneçuela i Uruguai. En aquest últim cas en particular, on el portunyol amb 250 anys d'antiguitat té ampli abast i és parlat per la majoria dels habitants de les ciutats nordenques i les limítrofes a causa de la integració que ocorre entre els dos pobles en regions com la Frontera de la Pau, també l'hi coneix com bayano, Portunyol riverense o fronterer, i tècnicament com DPU (Dialectes portuguesos de l'Uruguai, país que es va separar de les Províncies Unides del Riu de la Plata i fou anteriorment envaït pel Brasil durant una dècada), encara que els locals en general ho diuen portunyol, a seques.